# Club sportif Gorjani

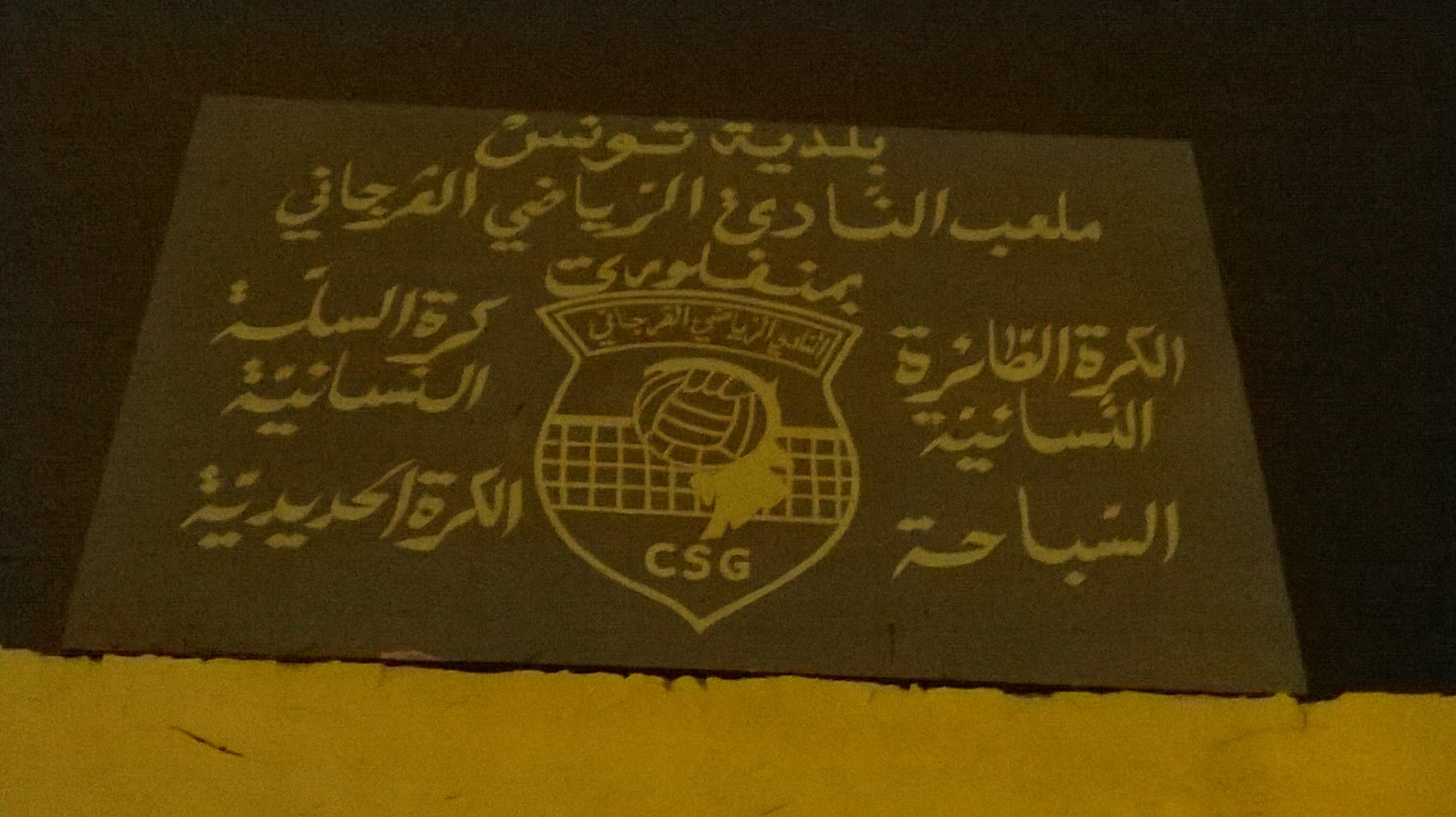
Plaque indiquant le stade du Club sportif Gorjani

Le Club sportif Gorjani est un club omnisports tunisien basé dans la ville de Tunis.